# Hochschule für Technik und Wirtschaft des Saarlandes
Die Hochschule für Technik und Wirtschaft des Saarlandes (htw saar) ist eine Fachhochschule in Saarbrücken. Sie ist nach der Umbenennung der Fachhochschule des Saarlandes durch das Fachhochschulgesetz vom 15. Mai 1991 entstanden und liegt in Saarbrücken.
Zum April 2009 hat die htw saar ihre Fachbereichs-Struktur auf eine Fakultäten-Struktur umgestellt. Aus früher sieben Fachbereichen plus einem in Gründung und zwei fachbereichslosen Studiengängen wurden vier Fakultäten.
Die Hochschule für Technik und Wirtschaft des Saarlandes erreicht Platz 7 unter den beliebtesten Hochschulen und Universitäten 2023. Insgesamt wurden 512 deutsche Hochschulen und Universitäten bewertet.

## Geschichte

Historisches Logo

Die htw saar geht unmittelbar auf die 1946 gegründete Staatliche Höhere Technische Lehranstalt zurück, die 1956 in Staatliche Ingenieurschule und 1971 in Fachhochschule des Saarlandes umbenannt worden war. Mittelbar geht sie auf die 1807 in Geislautern gegründete Ecole pratique des mines sowie die 1909 gegründete technische Privatschule Wilbert in Saarbrücken zurück. Zeitweise (1971–1989) waren die technischen Studiengänge auch mit den künstlerischen Studiengängen der 1924 gegründeten Staatlichen Schule für Kunst und Kunstgewerbe (heute: Hochschule der Bildenden Künste Saar) zu einer Fachhochschule zusammengeschlossen.
Die 2005 gegründete Fakultät für Sozialwissenschaften geht auf die 1971 gegründete und 2005/2008 geschlossene Katholische Hochschule für Soziale Arbeit zurück.
Im Jahre 2013 konnte ein Rekordergebnis bei der Einwerbung von Drittmitteln erzielt werden: 5,7 Mio. € sind an die htw saar bzw. an das Forschungsinstitut FITT geflossen.

## Fakultäten

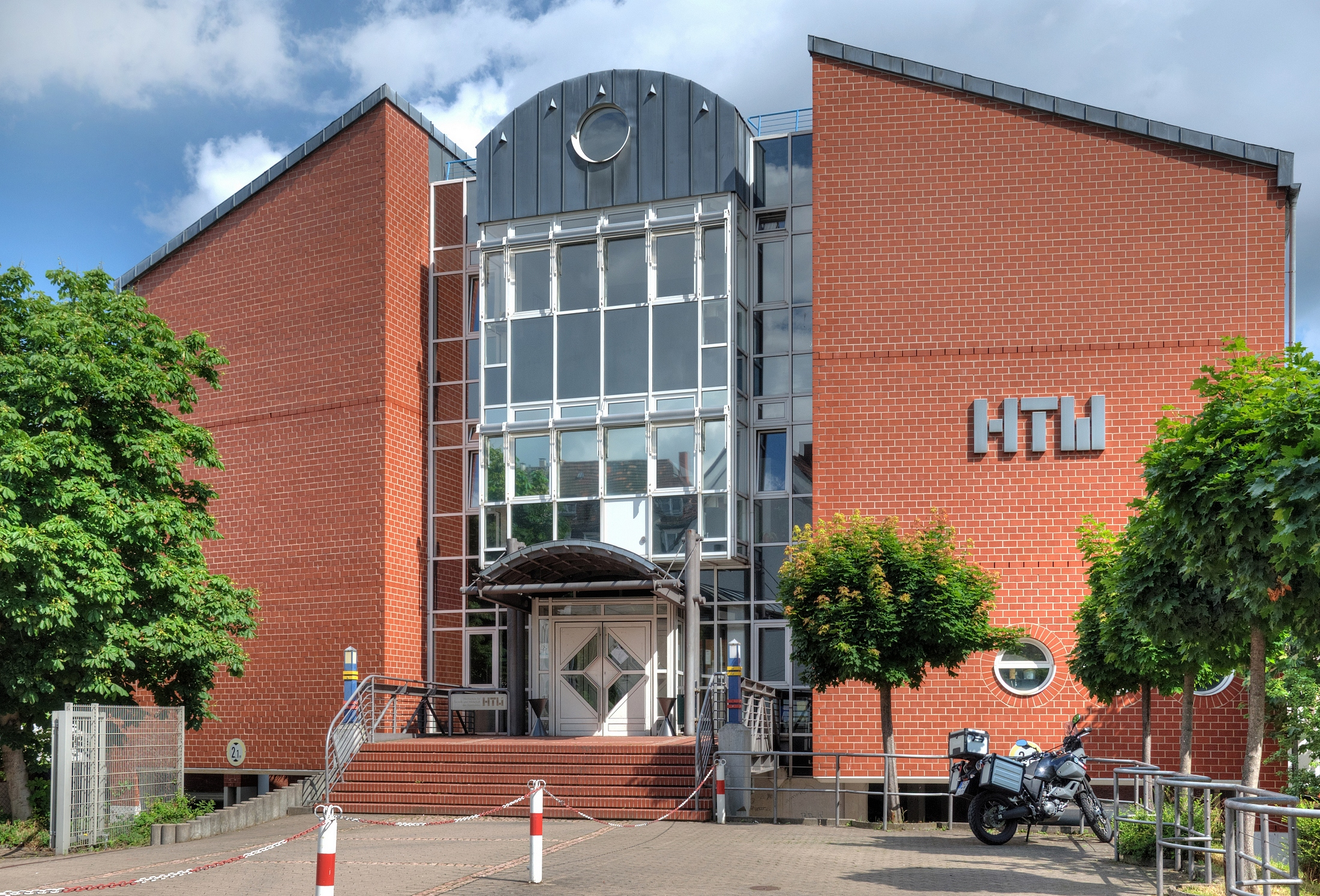
Campus Goebenstraße der htw saar

Fakultät für Architektur und Bauingenieurwesen (AuB)
School of Architecture and Civil Engineering
Als einzige saarländische Hochschule bietet die htw saar die Studiengänge Architektur und Bauingenieurwesen an.
2009 wurden die Schule für Architektur Saar (SAS) und der Fachbereich Bauingenieurwesen zur Fakultät für Architektur und Bauingenieurwesen zusammengeführt.
Das Architekturstudium ist durchgängig projektorientiert organisiert, wobei die Studierenden meist reale Situationen bearbeiten können, z. B. im Rahmen von regionalen, nationalen und internationalen Studierendenwettbewerben.
Auch im Bereich Bauingenieurwesen wird vom ersten Semester an Projektunterricht praktiziert.
Die Fakultät forscht interdisziplinär und hochschulübergreifend zur Industriekultur. Die Forschungsinstitute der Fakultät organisieren u. a. internationale Kolloquien, an denen die Studierenden aktiv beteiligt sind. Auch sonst sind Lehre und Forschung eng verschränkt, z. B. in Master-Ateliers oder internationalen Studierenden-Seminaren.
Fakultät für Ingenieurwissenschaften (IngWi)
School of Engineering
Die klassischen Ingenieurdisziplinen Elektrotechnik und Maschinenbau waren in den letzten zwei Jahrzehnten Keimzellen für neue Studienangebote, z. B. Vertiefungsfächer oder Studienschwerpunkte. Als einzige saarländische Hochschule bietet die htw saar den Studiengang Elektrotechnik als Bachelor- und Masterstudiengang an.
1984 wurde an der htw saar der Studiengang Praktische Informatik eingeführt.
1997 wurde die Disziplin Maschinenbau differenziert in
- Allgemeinen Maschinenbau und Energie- und Verfahrenstechnik (heute wieder zusammengeführt in „Maschinenbau und Prozesstechnik“);
- ebenfalls seit 1997 besteht die Sensor- und Feinwerktechnik, heute als Brückendisziplin „Mechatronik/Sensortechnik“ zwischen Mechanik, Elektronik und Informatik.

2001 richtete die htw saar mit der Kommunikationsinformatik den ersten Bachelor-Studiengang im Saarland ein und leitete einen Komplettumstieg auf Bachelor- und Master-Abschlüsse ein, der im Wintersemester 2005/06 für das gesamte Studienangebot abgeschlossen war.
2003 bot die htw saar mit dem Studiengang Kommunikationsinformatik auch den ersten saarländischen Master-Studiengang an.
Die Fakultät ist neben der Lehre stark forschungsorientiert. Die Arbeitsgebiete der über zwanzig Forschungsgruppen und -institute reichen von der Angewandten Werkstofftechnik bis zu den Neurowissenschaften.
Fakultät für Sozialwissenschaften (SoWi)
School of Social Sciences
2005 wurde der Bachelor-Studiengang Management und Expertise im Pflege- und Gesundheitswesen als erster Studiengang dieser Fakultät eingeführt. Diesen kann man nach einer abgeschlossenen Ausbildung in einem Pflege- und Gesundheitsfachberuf nebst Berufserfahrung aufnehmen.
Die htw saar übernahm den Studiengang „Soziale Arbeit“ der 2008 geschlossenen Katholischen Hochschule für Soziale Arbeit, die seit 2005 wegen der angekündigten Schließung keine Studienbewerber mehr angenommen hatte.
Der Studiengang Soziale Arbeit und Pädagogik der Kindheit (ab 2006) stellt(e) eine Fortführung des Angebotes der KHSA dar. 2011 wurde das Studienangebot mit dem berufsintegrierenden Bachelor-Studiengang Pädagogik der Kindheit erweitert. 2012 wurde der ausbildungsintegrierte Modellstudiengang Pflege B.Sc. eingeführt. Gemeinsam mit der Universität des Saarlandes bietet die htw saar den berufsbegleitenden Studiengang Master of Evaluation an.
Die wissenschaftsbasierten und praxisorientierten Studienprogramme beruhen auf einer umfangreichen Forschung. Schwerpunkte der sozialwissenschaftlichen Forschung bilden insbesondere Angewandte Gesundheits-, Pflege- und Alternsforschung, sozialpädagogische Bildungsforschung, Migration, Integration und Interkulturalität, Regionalforschung sowie Stadt(teil)- und Quartiers-Entwicklung.
Fakultät für Wirtschaftswissenschaften (WiWi)
Business School
Das Studium der Betriebswirtschaftslehre startete 1971 mit sechs Vertiefungsrichtungen, die sich der Nachfrage des Marktes anpassten. Heute bietet die htw saar die Fächer Logistik, Marketing, Personalmanagement, Rechnungs- und Prüfungswesen und Wirtschaftsinformatik an.
Der Studiengang Europäische Betriebswirtschaft wurde 1997 eingeführt und 2002 zur Internationalen Betriebswirtschaft erweitert.
Seit 2006 gibt es den Studiengang Internationales Tourismusmanagement.
Der Studiengang Wirtschaftsingenieurwesen vermittelt ingenieur- und wirtschaftswissenschaftliches Wissen sowie Soft Skills für spätere Tätigkeiten in Management, Unternehmensführung und Produktionswirtschaft.
Der Studiengang Aviation Business and Piloting (seit 2008) kombiniert die Ausbildung zum Piloten, die europäische Verkehrsflugzeugführerlizenz (Verkehrspilotenlizenz, kurz ATPL) mit einer akademischen Ausbildung.
Seit 2014 bietet die htw saar in Kooperation mit der Hochschule für Musik Saar den Master-Studiengang Kulturmanagement an. Seit 2017 ist die Hochschule für bildende Künste Saar ebenfalls Kooperationspartner.
Neben der Lehre ist die Fakultät im Bereich Forschung aktiv. Zu den Forschungsschwerpunkten zählen z. B. Logistik und Supply Chain Management, Digitales Marketing, Big Data und Industrie 4.0, Kultur, Integration und Non-Profit-Management sowie Tourismus-Management.

## Studienangebot
Die Hochschule für Technik und Wirtschaft des Saarlandes (htw saar) bietet 25 Bachelor- und 26 Master-Studiengänge sowie 12 deutsch-französische Studiengänge an.
Bachelor-Studiengänge:
- Angewandte Hebammenwissenschaft
- Angewandte Gesundheitswissenschaften
- Architektur
- Aviation Business – Technik und Wirtschaft in der Luftfahrt
- Bauingenieurwesen
- Betriebswirtschaft
- Biomedizinische Technik
- Digital Business und IT
- Elektrotechnik
- Energiesystemtechnik/Erneuerbare Energien
- Fahrzeugtechnik
- Informatik / Kommunikationsinformatik
- Informatik / Praktische Informatik
- Informatik / Produktionsinformatik
- Integrierte nachhaltige Gebäudetechnik (Duales Studium)
- Internationale Betriebswirtschaft
- Internationales Tourismus-Management
- Management & Expertise im Pflege- und Gesundheitswesen
- Maschinenbau/Prozesstechnik
- Mechatronik/Sensortechnik
- Pädagogik der Kindheit
- Pflege
- Soziale Arbeit und Pädagogik der Kindheit
- Umweltingenieurwesen
- Wirtschaftsingenieurwesen

Master-Studiengänge:
- Architektur
- Bauingenieurwesen
- Elektro- und Informationstechnik
- Elektrotechnik  – Erneuerbare Energien und Systemtechnik
- Engineering und Management
- Europäisches Baumanagement
- Fahrzeugtechnik
- Freizeit-, Sport-, Tourismus-Management
- Informatik
- International Management
- Kommunikationsinformatik
- Konstruktionsbionik
- Kulturmanagement
- Management Sciences
- Management und Führung
- Marketing Science
- Maschinenbau
- Mechatronik
- Medizinische Physik
- Neural Engineering
- Praktische Informatik
- Rechnungs-, Prüfungs- und Finanzwesen
- Sicherheitsmanagement
- Soziale Arbeit
- Supply Chain Management
- Wirtschaftsingenieurwesen

Seit 1978 können in Kooperation mit der Université de Lorraine (Standort Metz) deutsch-französische Studiengänge mit Doppelabschluss belegt werden (Deutsch-Französisches Hochschulinstitut).
Das CEC Saar der htw saar (Continuing Education Center Saar) bietet darüber hinaus 12 Weiterbildungsstudiengänge sowie 10 Zertifikatsprogramme an.
Campus Alt-Saarbrücken (ehemals Standort Goebenstraße)
- Fakultät für Architektur und Bauingenieurwesen – Bauingenieurwesen (Bachelor und Master)
- Fakultät für Ingenieurwissenschaften – Biomedizinische Technik (Bachelor und Master), Elektrotechnik (Bachelor und Master), Engineering and Management (Master), Erneuerbare Energien (Bachelor), Fahrzeugtechnik (Bachelor), Kommunikationsinformatik (Bachelor und Master), Praktische Informatik (Bachelor und Master), Produktionsinformatik (Bachelor), Maschinenbau/Prozesstechnik (Bachelor), Mechatronik/Sensortechnik (Bachelor und Master)
- Fakultät für Sozialwissenschaften – Management und Expertise im Pflege- und Gesundheitswesen (Bachelor), Pflege (Bachelor), Soziale Arbeit und Pädagogik der Kindheit (Bachelor), Pädagogik der Kindheit (berufsintegrierender Bachelor), Evaluation (Master)

Campus Göttelborn
- Fakultät für Architektur und Bauingenieurwesen – Architektur (Bachelor und Master)

Campus Rotenbühl (ehemals Standort Waldhausweg)
- Fakultät für Wirtschaftswissenschaften – Aviation Business and Piloting, Betriebswirtschaft (Bachelor), Freizeit-, Sport-, Tourismus-Management (Master), Internationale Betriebswirtschaft (Bachelor), Internationales Tourismus-Management (Bachelor), International Management (Master), Kulturmanagement (Master), Marketing Science (Master), Rechnungs-, Prüfungs- und Finanzwesen (Master), Supply Chain Management (Master), Wirtschaftsingenieurwesen (Bachelor und Master)

Campus IT-Park
- Das Hochschul-Technologie-Zentrum (HTZ) im InnovationsCampus Saar in Burbach – Institute, Forschungsgruppen und Ausgründungen.

ZeMA – Zentrum für Mechatronik und Automatisierungstechnik
- Kooperation der htw saar und der Universität des Saarlandes im Ingenieurbereich.

Deutsch-französische Studiengänge
- Ingenieurwesen und Informatik: Elektrotechnik – Erneuerbare Energien und Systemtechnik (Bachelor und Master), Europäisches Baumanagement (Bachelor und Master), Informatik und Web-Engineering (Bachelor), Informatik (Master), Maschinenbau (Bachelor und Master)
- Management:  Deutsch-französisches und internationales Management (Bachelor), Management Sciences (Master), Internationales Logistik-Management (Bachelor), Internationales Tourismus-Management (Bachelor)

## Studierendenschaft der htw saar

### Organisation
Die Studierendenschaft der htw saar wird durch ihr jährlich zu wählendes Studierendenparlament (StuPa) vertreten, welches den Haushaltsplan verabschiedet, den Allgemeinen Studierendenausschuss (AStA) der htw saar wählt und dessen Arbeit kontrolliert. Als Besonderheit der deutschen Hochschullandschaft galt lange Zeit der Mensabetrieb an der htw saar, da der AStA der htw saar alle Mensen der htw saar selbst betrieb. Aufgrund des Betriebs der Mensen erhob die Studierendenschaft erhöhte Beiträge für eigene Zwecke (41,25 EUR pro Studierenden für das SS2012 zzgl. 91 EUR für das Semesterticket). Mit dem Umzug in das neue „Zentralgebäude“ (Gebäude 10) im Sommersemester 2018 übernahm das Studierendenwerk Saarland den Betrieb der Mensa.

### 2010 bis 2018
Im Juni 2010 sagte der AStA die StuPa-Wahlen ab, so dass es vom 1. Oktober 2010 an ein Jahr lang kein StuPa gab; die Deutsche Universitätszeitung berichtete zu den Konflikten an der htw saar. Der AStA wirtschaftete auch nach Konstituierung eines neuen StuPa in der Wahlperiode 2011/12 ohne Haushaltsplan. Ein StuPa-Untersuchungsausschuss zu den AStA-Finanzen wurde von Rektor Wolfgang Cornetz aufgelöst, ebenso löste der Rektor den Wahlausschuss auf und annullierte die vom StuPa beschlossene Wahlmodalität. Im darauf folgendem Wahljahr gab es daher erneut kein StuPa. Eine Reaktion von Ministerpräsidentin Annegret Kramp-Karrenbauer als Rechtsaufsicht über die htw saar stand aus. Seit einem ohne Vorankündigung durchgeführten Misstrauensvotum gegen den damaligen AStA sowie Strafanzeigen gegen den damaligen AStA und Hochschulleitung ermittelt die Staatsanwaltschaft. Nach dem Amtsantritt des neuen Rektors Wolrad Rommel konnte vom 4. bis 8. Februar 2013 ein neues StuPa gewählt werden, die Wahlbeteiligung war dabei mit über 24 % ungewöhnlich hoch, stürzte allerdings im darauffolgenden Jahr wieder ein. Weiterhin wurden in den darauffolgenden Jahren neue AStA-Referenten gewählt.